# ورزشگاه استیج فرانت
ورزشگاه آرسی‌دی‌ئی (به اسپانیایی: RCDE Stadium) با نام قبلی ورزشگاه کرنلا-ال پراتبا ظرفیت ۴۰٬۵۰۰ نفر یکی از ورزشگاه‌های فوتبال کشور اسپانیا است که در شهر بارسلون ایالت کاتالونیا واقع شده‌است. این ورزشگاه در سال ۲۰۰۹ بازگشایی شد و در حال حاضر بازی‌های خانگی باشگاه فوتبال اسپانیول در آن برگزار می‌گردد.

## نگارخانه

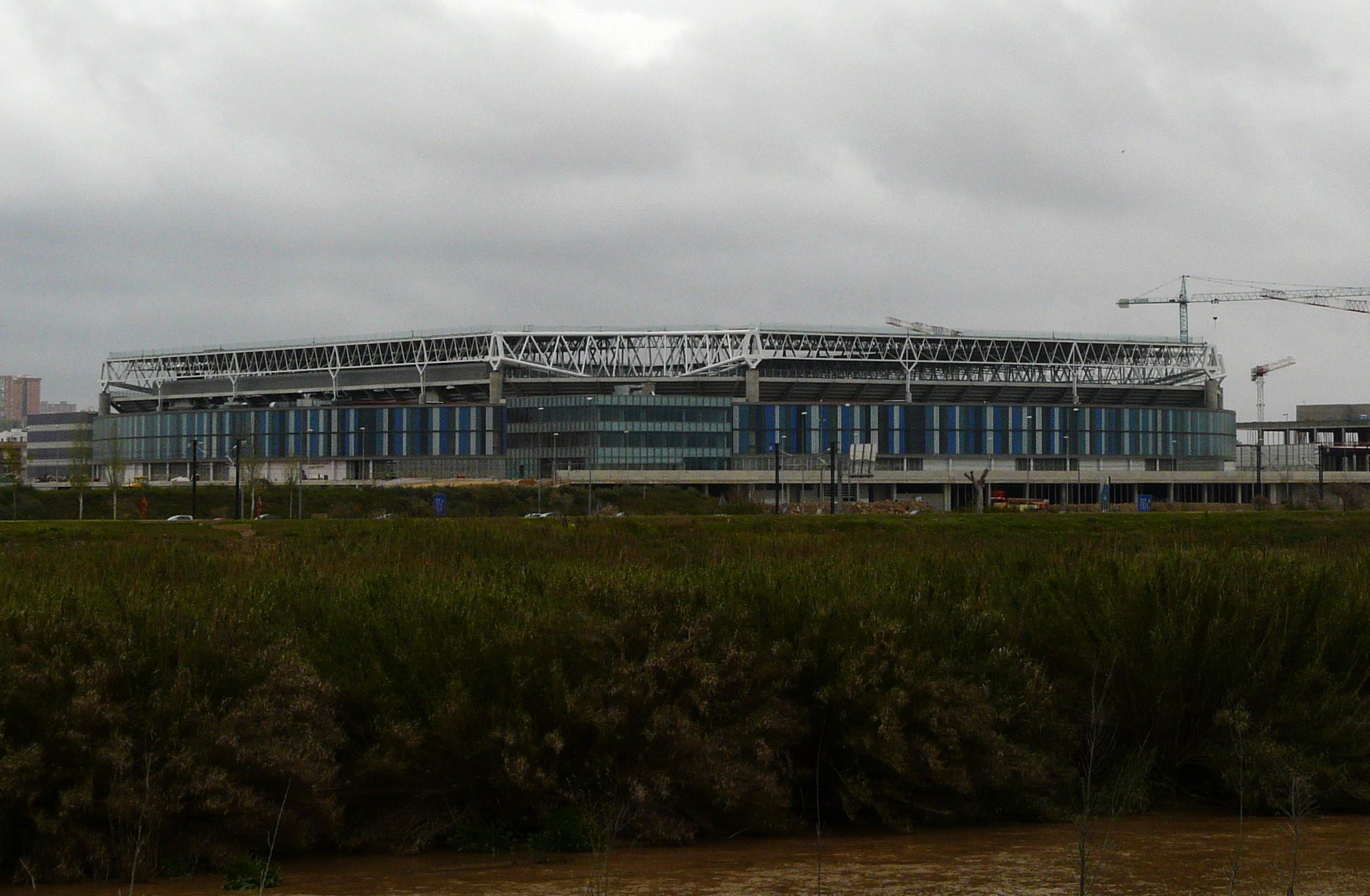
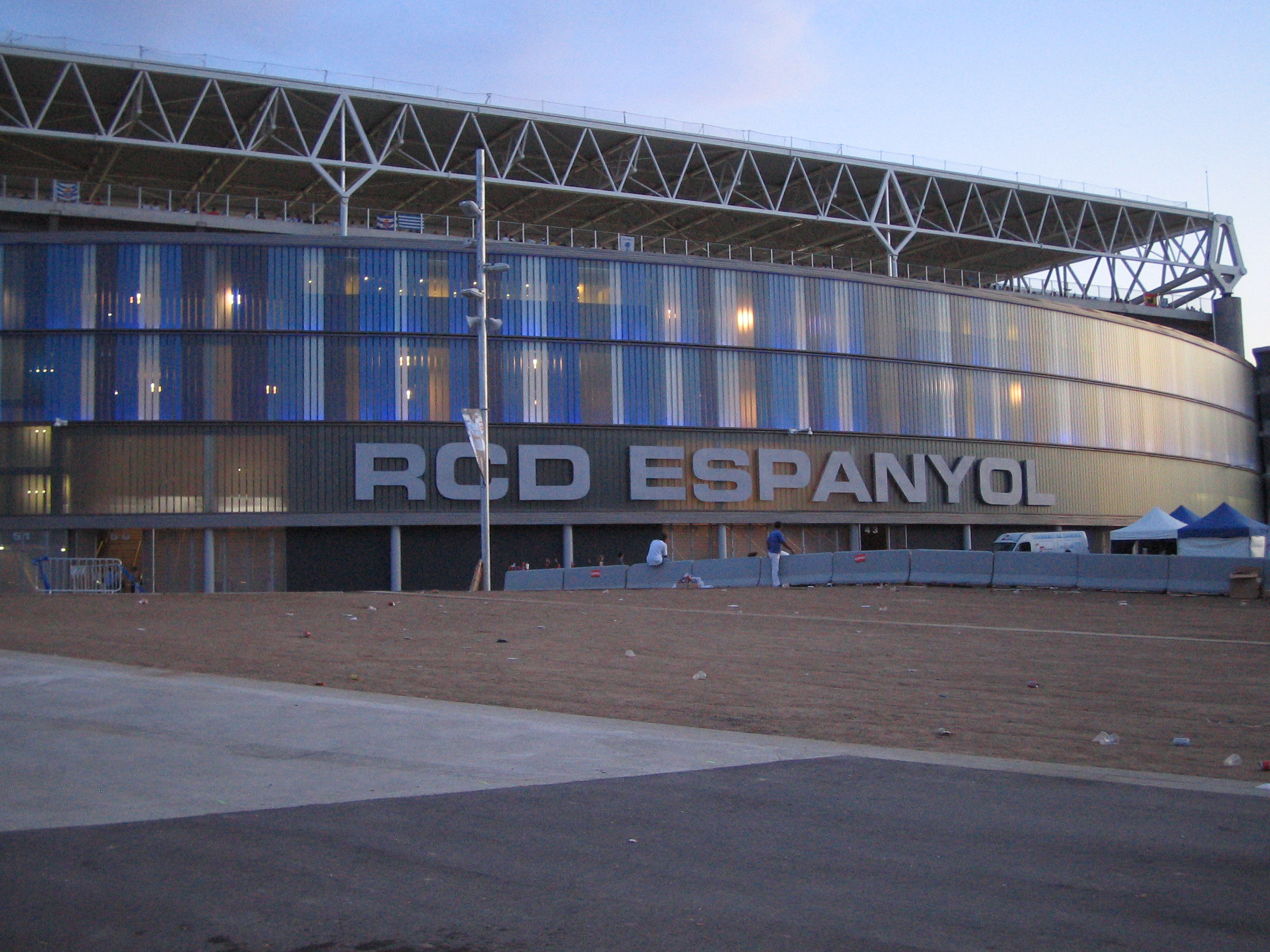
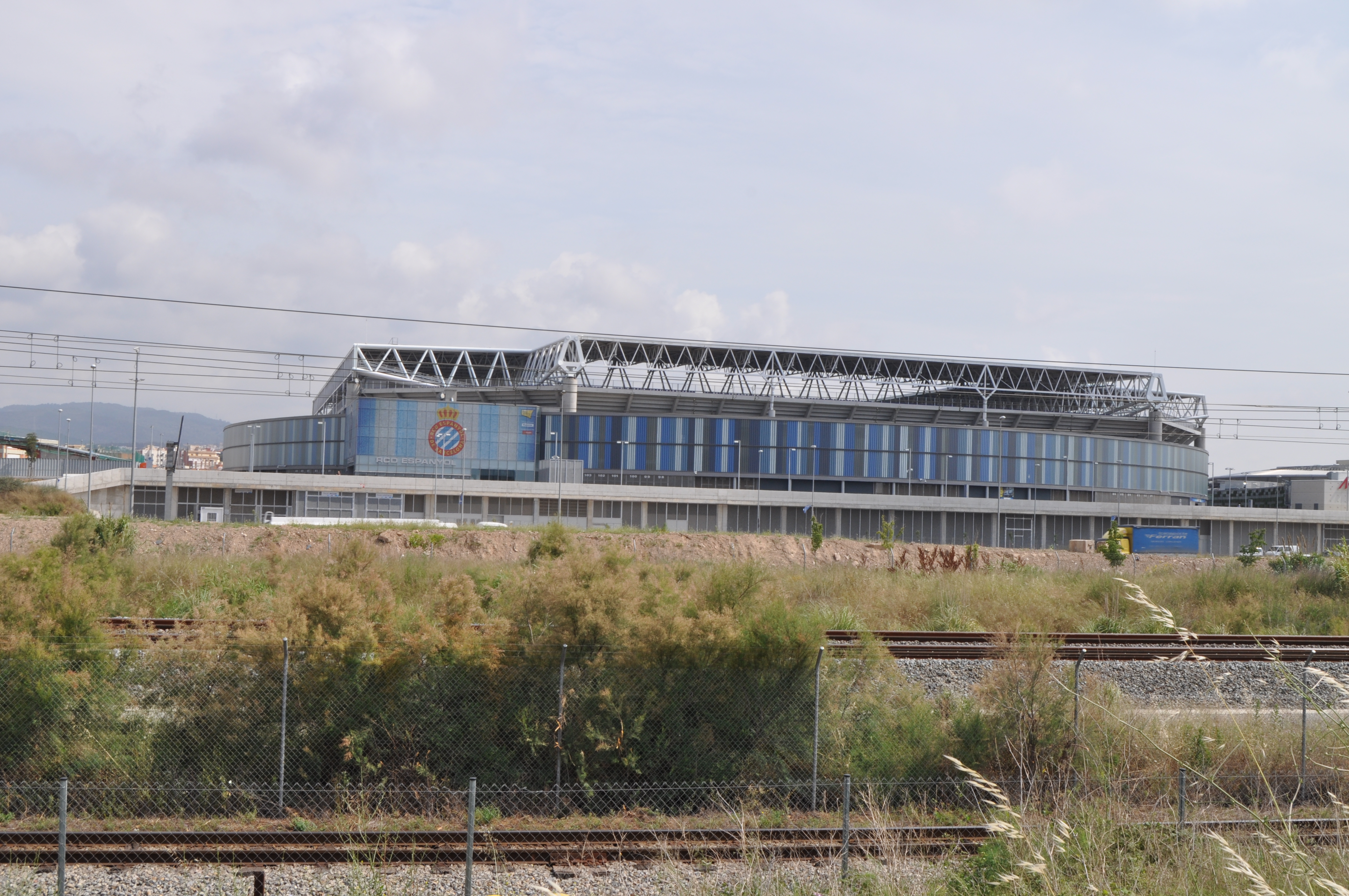